# Banjong Pisanthanakun
Bangjong Pisanthanakun (บรรจง ปิ สั ญ ธ นะ กูล), es un cineasta, director de cine y guionista tailandés. Con Parkpoom Wongpoom, codirigió y coescribió las película de terror Shutter (2004) y Alone (2007).

## Biografía
Bangjong Pisanthankun se graduó en 1999 de la Universidad de Chulalongkorn en Bangkok, donde se especializó en el cine. También ha dirigido un cortometraje, PLAE Kao, que fue finalista a la mejor película y mejor guion en la comedia Clic Radio en la competencia de cortometrajes en 2000.
A continuación escribió y dirigió Colorblind, un cortometraje que ha sido exhibido en festivales de cine, entre ellos el de Cortometrajes de Tailandia y Video Festival, el Simposio de Cine Asiático, Raindance, Asiexpo en Lyon, Francia, Toronto Reel de Asia, Puchon Festival Internacional de Cine Fantástico y el San Francisco Asian American Festival Internacional de Cine.
Ha trabajado como crítico de cine en Starpics, una película tailandesa popular revista de entretenimiento, así como asistente de dirección para comerciales de televisión.

## Largometrajes
El primer largometraje de Bangjong, Shutter, fue codirigida y coescrito con Parkpoom Wongpoom. Con una historia de imágenes fantasma en las fotografías y un fotógrafo atormentado (interpretado por Ananda Everingham), la película fue el mayor éxito de la oficina en Tailandia cuadro de ese año, y fue también un éxito en Singapur, Malasia, Filipinas y Brasil.
Los dos se unieron de nuevo en 2007 por Nunca Estamos Solos, que también fue un éxito de taquilla y se exhibió en varios festivales de cine, incluyendo el 2007 Festival Internacional de Cine de Bangkok, donde estaba en la competencia por Mejor Película de la ASEAN.
Ambos obturador y Solo han sido adquiridos para remakes en los Estados Unidos.

## Filmografía
- Shutter (2004) (2004)
- Alone (2007)(2007)
- 4bia (2008)
- 5bia (2008)
- The Medium (2021)